# Адалберт I фон Кибург-Дилинген
Адалберт I фон Кибург-Дилинген (на немски: Adalbert I von Kyburg-Dillingen; * ок. 1085; † 12 септември 1151) е граф на Кибург (от 1096) и граф на Дилинген на Дунав (от 1134).

## Биография
Той е син на граф Хартман I фон Дилинген († 1120/1121) и съпругата му Аделхайд фон Винтертур-Кибург († 1118/сл. 1125), дъщеря на граф Адалберт II фон Винтертур († 1053). Брат е на Улрих I фон Кибург-Дилинген († 27 август 1127), епископ на Констанц (1111 – 1127).
Баща му Хартман I фон Дилинген в края на живота си се оттегля като монах в основания от него манастир Нересхайм, където умира на 16 април 1121 г.

## Фамилия
Адалберт I фон Кибург-Дилинген се жени пр. 12 септември 1151 г. за Мехтилд фон Мьорсберг-Неленбург († между 12 март 1152 и 1180), вдовица на граф Мегинхард I фон Спонхайм-Мьорсберг († ок. 1135), дъщеря на граф Алберт фон Мьорсберг-Кибург-Винтертур († 1125) и Матилда фон Бар-Мусон († 1110). Те имат три сина:
- Аделхард (Адалберт II) фон Кибург († 1170)
- Хартман III фон Кибург-Дилинген († сл. 22 август 1180), женен за Рихенца фон Ленцбург/Баден († ок. 24 април 1172)
- Улрих фон Дилинген († 1186)

## Галерия
- Дворец Дилинген на Дунав
- Дворец Кибург в село Кибург в Кантон Цюрих